# Fehmarn
Fehmarn (danska: Femern eller Femer) är en tysk ö i Östersjön, vid förbundslandet Schleswig-Holsteins östra kust. Sedan 2003 omfattas hela ön av staden Fehmarn, som då bildades genom en sammanslagning av staden Burg auf Fehmarn med öns övriga tre kommuner Bannesdorf auf Fehmarn, Landkirchen auf Fehmarn och Westfehmarn.

## Historik
Ön tillhörde Schleswig som var under danskt styre fram till 1864, då Preussens arméer stormade ön. Befolkningen har alltid talat plattyska.
Sedan 1963 finns en fast förbindelse mellan Fehmarn och det tyska fastlandet, Fehmarnsundbron (Fehmarnsundbrücke). Den är 935 meter lång och 69 meter hög. På den motsatta sidan av ön ligger Fehmarn bält, ett sund som delar Tyskland från Danmark. Mellan Puttgarden på Fehmarn och Rødbyhavn i Danmark försiggår en mycket omfattande färjetrafik. Resan tar knappt 1 timme.
Fehmarn Bält-förbindelsen är en planerad tunnelförbindelse under Fehmarn bält, med planerad byggstart 2015 och färdigställande 2021.
Det största samhället på Fehmarn är Burg auf Fehmarn, med cirka 6 000 invånare. Burg var fram till 2003 en egen stad. Det finns även ett stort antal mindre byar på ön, och kusten är intressant för ornitologer då många flyttfåglar mellanlandar där.
Flera sjöslag mellan Sverige och Danmark har inträffat i närheten av Fehmarn, bland annat sjöslagen vid Kolberger Heide och Femern år 1644, samt sjöslaget i Femer bält 1715.